# Belle de jour (roman)
Pour les articles homonymes, voir Belle de jour.
Belle de jour est un roman de Joseph Kessel paru en 1928 chez Gallimard, puis en édition bibliophilique chez Lidis en 1955 avec des illustrations d'Yvette Alde.
Racontant l'histoire d'une jeune femme, Séverine, qui recherche le plaisir charnel dans l'expérience de la prostitution, le roman fit scandale à sa parution et resta entouré d'une réputation sulfureuse.

## Résumé
Dans le prologue, Séverine a huit ans. Chez elle, elle est violée par un plombier. Gros dégâts. Elle n'en garde aucun souvenir.
Mariée depuis deux ans à un chirurgien parisien réputé, Pierre Sérizy, Séverine ne connaît pas le plaisir charnel. Après un séjour aux sports d'hiver, en Suisse, Séverine est terrassée par une congestion pulmonaire à son retour à Paris. Elle frôle la mort. Pendant sa convalescence, elle voit son amie Renée. Elle reçoit aussi Henri Husson un ami de son mari qui lui déplaît fortement, il tente de la violer et elle l'arrête par cette phrase : « Non vous n'êtes pas fait pour le viol ». Un jour, Renée lui parle d'Henriette, une amie qui se prostitue dans une maison de rendez-vous parce que les revenus de son mari ne suffisent pas à maintenir son train de vie. Séverine est saisie de trouble sans pouvoir se l'expliquer, sent comme une deuxième femme qui la répugne et qui se fond néanmoins en elle.
Poussée par sa curiosité après avoir discuté d'Henriette avec Husson, elle se rend en cachette dans une maison de rendez-vous de la rue Virène. Là, elle rencontre Mme Anaïs qui croit répondre à ses attentes en lui proposant de se prostituer. C'est honteuse et gênée, presque sous les regards des deux autres filles de la maison, Mathilde et Charlotte, que Belle de Jour, comme on la surnomme rue de Virène, s'initie à la prostitution. Une expérience qu'elle cache à son mari, suivie d'autres, bientôt quotidiennes. C'est dans les plus brutales que Séverine découvre le plaisir. Elle rencontre aussi Marcel, un voyou aux dents en or qui s'éprend d'elle et qui lui plait jusqu'à même la pousser à s'enfuir de Paris avec son mari pour ne plus le croiser. Séverine cultive sa double personnalité, sa double vie, épouse aimante matin et soir et prostituée servile, tous les jours, entre deux heures et cinq heures.
La situation bascule le jour où Husson, client de la maison, la rencontre rue Virène. Séverine s'enfuit. Marcel parvient à se procurer son adresse et lui rend visite. Dans le même temps, une lettre d'Husson fixe un rendez-vous à Pierre. Persuadée que Husson va tout dire, Séverine envoie Marcel tuer Husson lors du rendez-vous. Pierre s'interpose et reçoit un coup de couteau à la tempe, Marcel lui est arrêté. Rentrée chez elle, Séverine apprend que son plan a manqué.
Pierre n'est pas mort, il demeure irrémédiablement paralysé sous la ceinture. Husson accepte de ne rien dire, mais les soupçons se dirigent vers Belle de Jour, la femme de la rue Virène, seul point commun entre Husson et Marcel. Ce dernier est en prison, il refuse de parler. La femme de chambre des Sérizy l'a reconnu à ses dents en or sur une photographie du journal et prévoit d'en faire part à la police. Séverine vit donc dans l'angoisse suprême que sa double vie s'étale dans les colonnes des journaux et dans la douleur d'avoir été la cause du malheur de son mari. Grâce au complice de Marcel, Hippolyte, qui impose le silence à tous les témoins, elle n'est pas inculpée. La vertu ou un besoin de confession pousse Séverine à tout avouer à Pierre qui, ce qui était intolérable à Séverine, se sentait coupable d'être devenu un fardeau pour celle qu'il avait toujours cherché à protéger.
Ils partent vivre sur la Côte. Il ne lui adresse jamais plus la parole.

## Analyse et commentaires
Paru d'abord sous forme de feuilleton dans le journal Gringoire, Belle de jour attire des réactions virulentes de la part de lecteurs choqués. Des accusations qui poussent Kessel à s'expliquer dans une préface au roman lors de la publication par la maison Gallimard.

« Certains m'accusèrent de licence inutile, voire de pornographie. On ne trouvera rien à leur répondre. [...] En abordant le sujet que j'avais choisi, je savais quel risque je courais. Mais le roman achevé, je n'ai pas eu le sentiment qu'on pût se méprendre sur le dessein de l'auteur. [...] Ce que j'ai tenté avec Belle de Jour, c'est de montrer le divorce terrible entre le cœur et la chair, entre un vrai, immense et tendre amour et l'exigence implacable des sens. Ce conflit, à quelques rares exceptions près, chaque homme, chaque femme qui aime longtemps, le porte en soi. [...] Le sujet de Belle de Jour n'est pas l'aberration sensuelle de Séverine, c'est son amour pour Pierre indépendant de cette aberration et c'est la tragédie de cet amour. »

Le roman demeura cependant longtemps entouré d'une réputation sulfureuse, qui demeura vivace jusqu'à l'adaptation cinématographique dans les années 1960.

## Adaptation cinématographique
- 1967 : Belle de jour, film français réalisé par Luis Buñuel, scénario de Jean-Claude Carrière, avec Catherine Deneuve dans le rôle principal. Le film reçoit plusieurs récompenses, dont le Prix Méliès. Il est également primé à la Mostra de Venise 1967, où il remporte le Lion d'or.